# Nan González
María Luisa González, más conocida como Nan González (Caracas, distrito Capital, Venezuela; 14 de marzo de 1956), es una artista de «performance» y video que desde 2001 trabaja especialmente el tema de la naturaleza a través de una investigación sobre los glaciares llevada a cabo en el sur de Chile.

## Cronología y vida
- Cursó estudios en la Escuela Cristóbal Rojas (1974-1978)
- estudió fotografía en Cannes (Francia) y cine en Caracas (1979-1980).
- Entre 1979 y 1986 trabaja junto a Jennifer Hackshaw, y bajo los nombres de Yeni y Nan realizan performances e instalaciones de multimedia, que identifican toda una propuesta del arte conceptual de los ochenta.
- En 1980, con el cuerpo como elemento central, presentan Presencias y Arte artista en el marco de "Arte bípedo: reseña venezolana del lenguaje de acción" (GAN), un esqueleto metálico, donde ambas artistas buscaban desarrollar a través del lenguaje de gestos y movimientos la unificación del espacio interno que se desea romper para alcanzar la experiencia liberadora del espacio exterior.
- En 1981, con Integraciones en el agua, participan en la XVI Bienal de São Paulo. En esa ocasión, el performance le permitió ensamblar un lenguaje visual, sonoro y táctil. Ese mismo año, en el Coloquio de Arte No Objetual organizado en el Museo de Arte Moderno en Medellín (Colombia), Yeni y Nan se presentan con su Acción divisoria del espacio.
- En 1982 representa a Venezuela en la Bienal de Jóvenes Artistas de París (Museo de Arte Moderno de la Ciudad de París) con Integraciones contemplativas e Integraciones en agua II.
- En 1983, en el Espacio Alterno de la GAN, instalaron su video-performance Transfiguración, elemento tierra en el marco de la exposición colectiva "Autorretrato".
- En 1985, en el III Salón de Jóvenes Artistas del MACC (consagrado en esa edición a las instalaciones), participaron con Hombre y sal, con la que obtienen el primer premio. La acción artística era una apropiación de la naturaleza, el uso de la sal de Araya como elemento natural que se transformaba de invisible a visible, de soluble en sólido, de transparente a blanco; como elemento de la naturaleza intervenido por el ser humano, que también sufre una metamorfosis, convirtiéndose en materia prima para la elaboración artística. Esta misma instalación ampliada fue representada en el Museo de Arte La Rinconada bajo el título de Simbolismos de la cristalización: hombre-sal II, la última proposición realizada por Yeni y Nan en el marco de la exposición "Naturaleza en tres tiempos".
- En 1988, Nan expone "OM: interioridad del hombre" (Galería Artisnativa, Caracas), dos máscaras-esculturas y 12 dibujos, donde permanecen ciertos rasgos característicos como gestos, acciones, movimientos, tensiones, arabescos, en esta ocasión dispuestos sobre papel. La idea del ciclo, otra constante en su trabajo, parte del autorretrato, de su propio cuerpo, inscrito en un espacio-soporte bidimensional, culminando en una instalación, Centro, donde convergen el equilibrio y la integración de sí misma a la nueva situación. En 1990 forma parte de la muestra "Los 80. Panorama de las artes visuales en Venezuela", realizada en la GAN, con un registro fotográfico de su performance Hombre-sal (colección GAN) y exhibida en 1996 en la celebración de los 20 años de la instalación. Este mismo año participó en el Salón de Escultura organizado por el BCV. En febrero de 1991 junto a José Antonio Hernández-Diez y Sammy Cucher, participa en "Video-escultura 91" (Sala RG). Utilizando el friso como gran soporte de la obra, instala Tiempo sobre cuerpos, la cual se desarrolla como un análisis anatómico de las armonías del cuerpo humano. En la obra se interrelacionaban monitores, sus emisiones sincronizadas y sus fotografías polaroid, destacando la estética masculina y femenina, tiranizada por la acción del tiempo, encarnada en un metrónomo que, desde su eje vertical, dominaba toda la acción. Este mismo año organiza su primera exposición individual multimedia, "El vuelo del cristal", en el MBA, propuesta que incluirá posteriormente (junto al video Proceso de un pensamiento, veinte fotografías y veinte gráficas) en la Embajada de Venezuela en Lagos (Nigeria). La artista propone el empleo de la ilusión para conciliar en arte el ser y la naturaleza. Quince monitores colocados en forma piramidal contra la pared, proyectando las mismas imágenes y creando una peculiar atmósfera de persistencia y repetición. Según Federica Palomero, en el caso de Nan, "apreciamos que su arte no se cierra en una definición estrecha del arte conceptual. Su lenguaje está colmado de significados, sus conceptos quedan tangiblemente registrados en las imágenes y los ámbitos que crea, su campo de reflexión se desborda del arte como narcísico objeto de estudio" (1991, p. 11).
- Durante 1992, Nan participó en diferentes eventos expositivos: "Terre-terre", simposium de arte en el Centro de Arte Baie-Saint-Paul (Canadá), en el cual realizó un mural de tres metros y tres obras que posteriormente fueron destinadas a una subasta; en el Museo de las Américas (OEA, Washington); en la III Bienal de Guayana, donde exhibe dos obras: La cosecha del Orinoco (instalada en el malecón de San Félix, Edo. Bolívar) y En honor al tiempo se instala, una serie de relojes encabezados por uno con la hora real exacta y en el centro otro grabado en monitor, y en el I Salón de Artes Visuales del MAVAO con Paralelo 11, instalación y video-escultura. En 1993, en la Galería de la Plaza Cubierta, ubicada en el Jardín Botánico (Caracas) forma parte de "Reflexiones ecológicas II", con una instalación y una video-escultura.
- En 1994 expone en el LII Salón Arturo Michelena; en la IV Bienal de Guayana, con Una vista al Orinoco, video-instalación urbana que interactuaba con los grandes ventanales del Museo de Ciudad Bolívar, estableciendo una relación activa entre la arquitectura, el peatón, y el tiempo de observación; la obra planteaba además una correspondencia con el río, como testigo presencial de los acontecimientos en el transcurrir del tiempo y la idea del Correo del Orinoco como primer centro de producción de noticias; en el Museo de las Américas (OEA, Washington), y en la Sala RG, con Códigos de tiempo, una poética del tiempo centrada como un proceso de investigación, reflexión y creación a partir de la imagen corporal, sus símbolos y las relaciones espacio-temporales.
- En 1995 presenta, en la Galería Félix (Caracas), Códigos del alma, 20 fotografías intervenidas, dibujos y pinturas que evidencian su trayectoria investigativa en torno al estudio del cuerpo como vehículo de expresión, sólo que esta vez el dibujo y la pintura son la base, no un aporte al poder de otros medios. La obra de Nan en esta exposición ha sido directamente fotografiada y luego intervenida con pintura.

## Obra

### Exposiciones individuales
- 1991 "El vuelo del cristal", MBA
- 1992 "El vuelo del cristal II", Embajada de Venezuela, Lagos, Nigeria
- 1994 "Contraste", Museo de Arte Americano, Washington / "Códigos del tiempo", Sala RG
- 1995 "Diálogos del alma", Galería Félix, Caracas

### Colecciones
- Banco Mercantil, Caracas / Colección Cisneros, Caracas / Fundación Noa Noa, Caracas / GAN / MACCSI / MAO / MBA / Museo Francisco Narváez / Museo Soto

## Reconocimientos
- 1985 Primer premio, III Salón Nacional de Jóvenes Artistas, Caracas (con Yeni)
- 1988 Mención de honor, Salón Nacional de Artes Plásticas, GAN
- 1992 Primer premio de arte efímero, III Bienal de Guayana
- 2001 Premio Arturo Michelena, LIX Salón Arturo Michelena